# Many colored objects placed side by side
Many colored objects placed side by side är ett offentligt konstverk av Jacob Dahlgren på Balderhallen. Konstverket uppfördes 2016 och är gjort av lärkträ och galvad plåt. Syftet med konsten var att mildra byggnadens  dominanta känsla.  
I byggnadens alla fyra riktningar har rektangulära partier längs fasaden monterats med lärkträ. Tre av väggarna – mot norr, öster och söder – har utsmyckats med Dahlgrens konstverk som utgörs av "stora färgglada plåtar som monteras i olika mönster". Väggen mot norr (mot Kanalgatan) fick grönt mönster och mycket trä och mot söder några röda plattor och lärkträ. 
Many colored objects placed side by side blev Balderhallens enda konstverk.